# 岡山空港
岡山空港（おかやまくうこう、英: Okayama Airport）は、岡山県岡山市北区にある地方管理空港。岡山市中心部の北西15㎞に位置している。愛称は岡山桃太郎空港（おかやまももたろうくうこう）。

## 概要
旧岡山空港は岡山市南部にあり、1,200mの滑走路を有していたが、地形的に滑走路の延長が困難であった。このため1988年に、2,000mの滑走路を有する新空港が岡山市北西部の山林を切り開いて建設された。その後、滑走路は二度に渡って延長され、3,000mの滑走路を有する空港となった。旧岡山空港は岡南飛行場へと名前を変更し、セスナ機など小型機専用の空港として存続している。
岡山−東京便は東海道・山陽新幹線と競合しており、利用客の駐車場を無料にするなどの対応策を採っている。
FAZ（輸入促進地域）にも指定されており、航空貨物ターミナルも有し、旅客だけでなく航空物流の活性化を図っている。
2014年（平成26年）3月30日に日本航空、同年10月26日に全日空がそれぞれ1往復増便して両社6往復となり、東京線は開港以来最多となる12往復となったが、2015年（平成27年）10月の秋ダイヤでは日本航空・全日空両社ともに各1往復減便することとなり東京線は10往復に戻っている。

## 統計

### 利用者数
元のウィキデータクエリを参照してください.

年間利用客数は、国内1,197,034人、国際157,476人（2014年度）。2008年（平成20年）度では123万1000人で、滑走路拡張にあたって1997年（平成9年）度に岡山県が2011年（平成23年）度の予測値とした121万3000人を1万8000人上回り、新設・拡張時の需要予測を超えた数少ない事例とされている。なお、実際の2011年度の利用者数は予測から6万人近く上回る127万人であった。国内線は東日本大震災の影響で微減であったが、国際線が好調だったことで前年を上回っている。

## 歴史

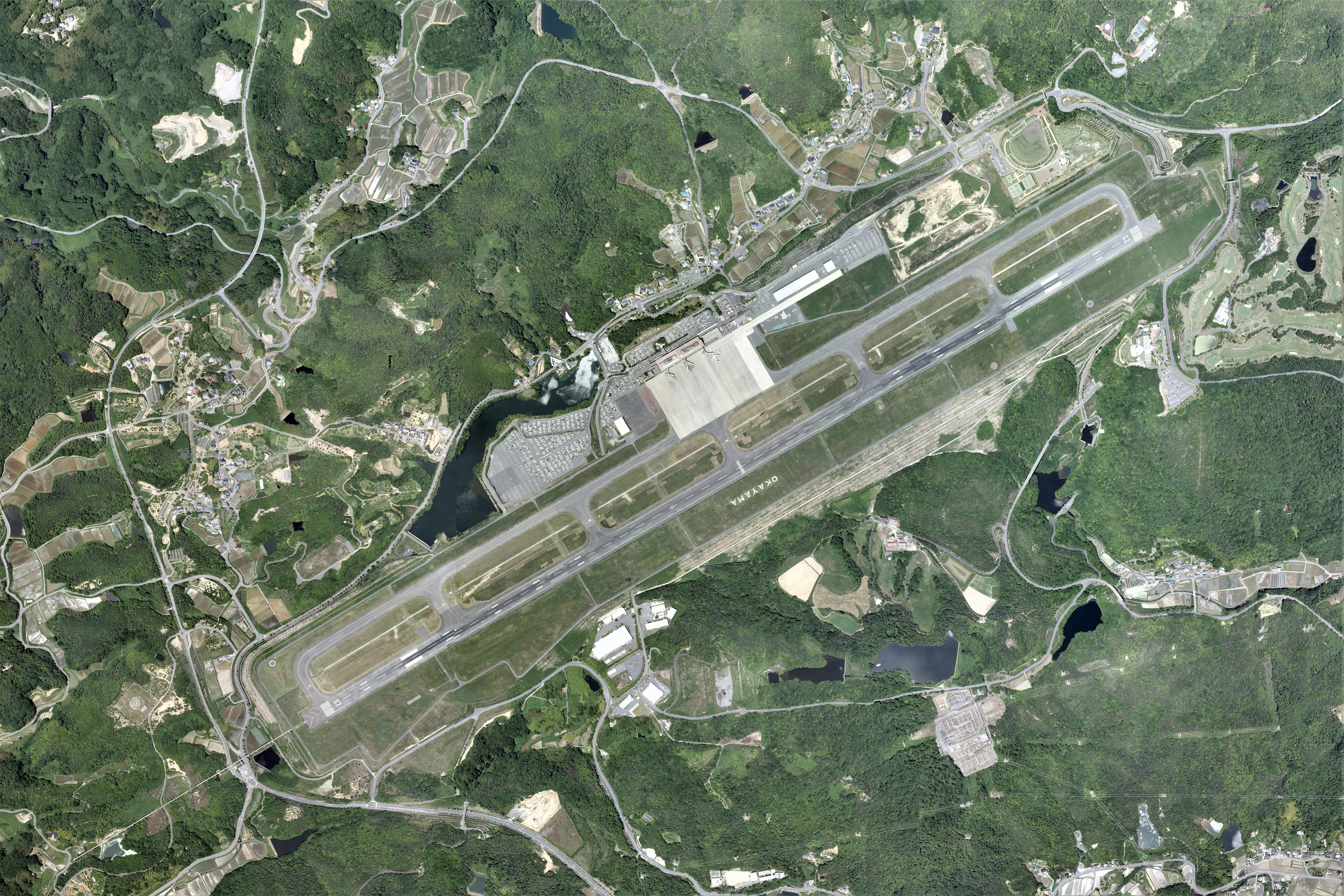
岡山空港の空中写真。
。2007年撮影の24枚を合成作成。

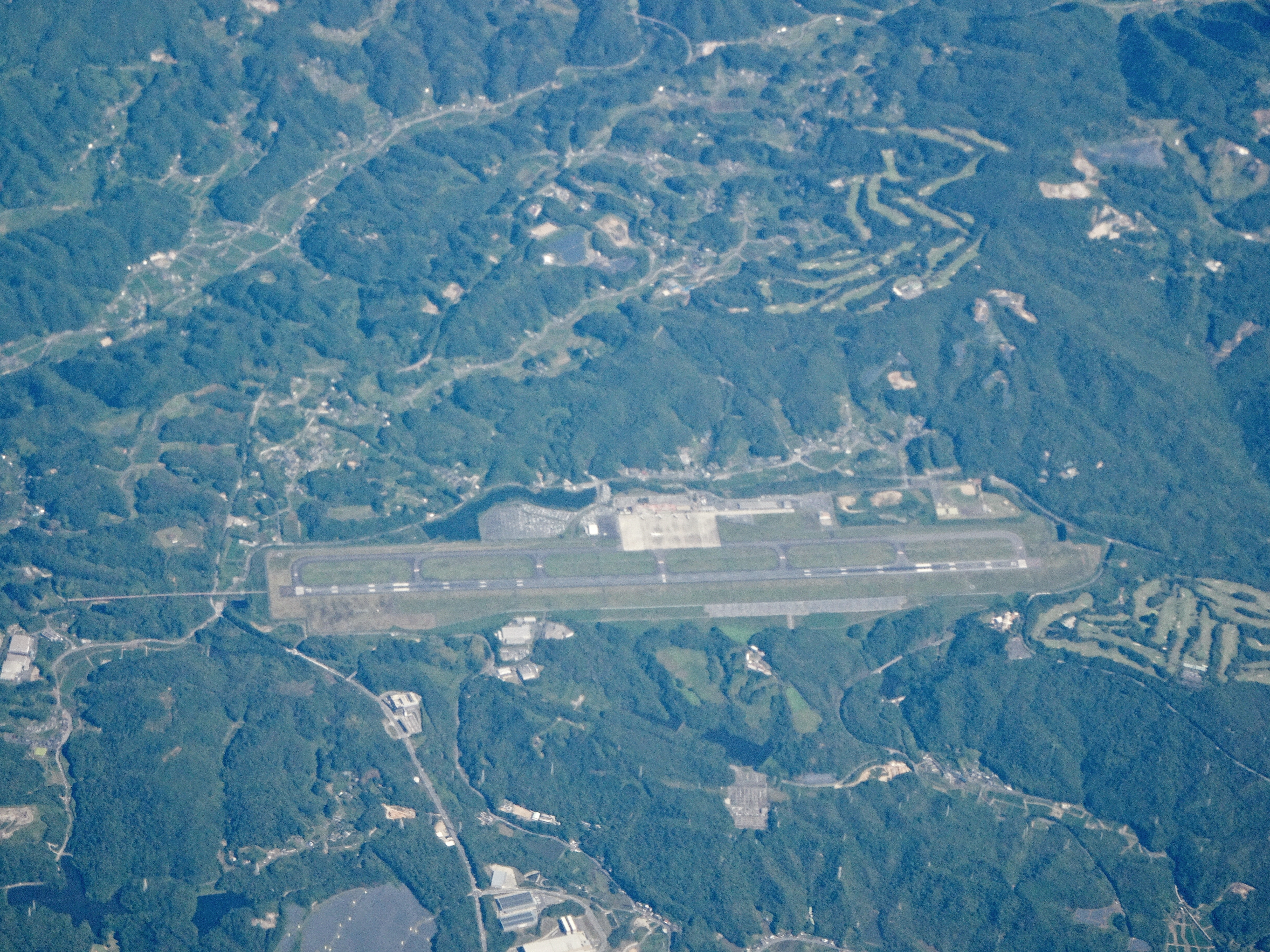
岡山空港空撮（2024年）

- 1981年（昭和56年）3月 - 第4次空港整備5か年計画に組み込まれる。同年12月より建設工事開始[7]。
- 1988年（昭和63年）3月11日 - 岡山市日応寺に開港。滑走路は2,000 mであった[1]。
- 1991年（平成3年）6月3日 - 初の国際定期便として大韓航空のソウル線が就航開始。
- 1993年（平成5年）3月25日 - 滑走路を2,500 mに延長、エプロン拡張、国際線ターミナルが供用開始される[3][8]。
- 1994年（平成6年） -  TIサーキット英田（現・岡山国際サーキット）で開催されたF1パシフィックグランプリの車両輸送のため航空貨物便が運航される。当時の2,500m滑走路の制約により最終目的地まで必要な燃料が積載できず、新千歳空港にて燃料補給して離日した。
- 1995年（平成7年）1月18日 - 前日に発生した阪神・淡路大震災により山陽新幹線が運休したため、新幹線が復旧する4月まで大阪国際空港行きの臨時便が運航されたほか、東京線もジャンボ機主体で運航された[7]。
- 1998年（平成10年）10月1日 -  空港貨物ターミナル完成、エプロン拡張[7]。
- 2001年（平成13年）10月4日 - 滑走路を3,000 mに延長[7][1]。
- 2002年（平成14年）10月1日 - 東京線に日本航空が就航。従来から就航していた全日本空輸と合わせ、かねてより望まれていたダブルトラックが実現する[7]。
- 2005年（平成17年）6月1日 - 国内線ターミナル拡張[7]。
- 2006年（平成18年）4月1日 - 運用開始時間を午前7時に変更。日本航空、全日本空輸とも始発便の繰り上げを実施。
- 2007年（平成19年）7月28日 - 中国東方航空による北京・大連線が就航（2011年10月30日から運休）。
- 2008年（平成20年）4月26日 - 香港エクスプレス航空による香港線が就航（同年8月30日から運休）。
  - 　5月1日 - 中国東方航空が大連経由北京線を週3往復に増便。
- 2010年（平成22年）3月25日 - 6番スポット搭乗橋とパッセンジャーボーディングブリッジ（PBB）供用開始。
- 2011年（平成23年）7月1日 - 第1駐車場（288台）有料化。
  - 11月1日 - ANAが岡山行き651便にて世界で初めてボーイング787を商業飛行させた。
- 2012年（平成24年）8月9日 - 全日本空輸が専用ラウンジ「ANAラウンジ」を開設。
- 2013年（平成25年）
  - 3月31日 - 新千歳空港線にAIRDOが就航（全日本空輸とのコードシェア（共同運航）便）。
  - 4月1日 - 関西航空地方気象台岡山空港出張所閉鎖。
  - 4月3日 - エバー航空による台北（桃園）線が就航（政府認可申請中のため、同年5月31日までは定期チャーター便としての就航。2014年（平成26年）10月26日から運休[9]）。
- 2015年（平成27年）2月20日 - ユナイテッド航空のグアム線が運休。グアムへはユナイテッド航空の運休以降も大韓航空やチェジュ航空によるチャーター便が度々運航された。[10]
- 2016年（平成28年）
  - 3月28日 - 香港航空の香港線が週7便で就航開始[11][12]（同年7月16日から週2便（月・金）に減便[13]）。
  - 7月14日 - タイガーエア台湾の台北（桃園）線が週3便（月・木・日）で就航開始[14]。
  - 9月14日 - 大韓航空が務安へチャーター便を運航。機材は737-900ERが使用された。
- 2017年（平成29年）4月1日 - 遠東航空が高雄へチャーター便を運航。機材はMD-83が使用された。[15]
  - 7月20日 大韓航空のソウル線が時間変更される。夜間駐機が取りやめられ、現在の午前飛来のダイヤとなる。
  - 10月29日 - 大韓航空がソウル線にA330-200を定期投入。
- 2018年（平成30年）3月10日 - 開港30周年を記念して「岡山桃太郎空港」の愛称を制定。これまで有料であった送迎デッキを無料化[16][17]。
  - 3月25日 -  新千歳線に全日本空輸がAIRDOに代わり就航
- 2019年（平成31年）2月15日 - 日本航空が専用ラウンジ「サクララウンジ」を開設。
- 2021年（令和3年）1月25日 - 香港のグレーターベイ航空が岡山を含む日本路線13路線の就航を香港の現地当局へ申請。のちに認可を受ける。[18]
- 2023年（令和5年）1月17日 - TBSの報道で、前年8月にグアム政府観光局が岡山県に岡山～グアム線の再就航を要望。航空会社のユナイテッド航空にも要請し、これまで運航していた全国10都市での路線再開を目指していると明かされた。
  - 11月15日 - 自衛隊戦闘機の離着陸演習を初実施。

- 2024年（令和6年）5月15日 - 台湾の民用航空局が同年冬スケジュールにも高雄線を新規開設する予定だと明らかにした。[19]
  - 8月19日 - 同年10月27日からタイガーエア台湾の台北（桃園）線が週７往復のデイリー運航から増便され、週９往復に増便される。また、併せて、同社による岡山～高雄線に定期チャーター便が週3往復で就航と発表。
  - 12月30日 - ベトジェットエアがダナンにチャーター便を運航。同社にとって岡山初飛来となった。

## 施設
空港内の航空会社の旅客業務、貨物・郵便業務、グランドハンドリング業務、運航支援業務と、ターミナルビル・ラウンジマスカット・ANAラウンジ・JALサクララウンジの案内業務は、両備ホールディングス（両備スカイサービスカンパニー）が行なっている。
岡山空港には国内主要空港に設置されているANAとJALの上級会員専用ラウンジ「ANAラウンジ」「JALサクララウンジ」のいずれもが設置されている。

### ターミナルビル
- 1階
  - 案内所
  - 国内線チェックインロビー
  - 国内線到着ロビー
  - 国際線チェックインロビー
  - 国際線到着ロビー
  - 手荷物受取所
  - 岡山西警察署岡山空港警備派出所
  - 財務省神戸税関宇野税関支署岡山空港出張所
  - トラベレックス岡山空港店（外貨両替）
  - ATM
    - 中国銀行奉還町支店岡山空港出張所
    - イオン銀行岡山空港出張所

  - 売店
    - ANA FESTA
    - FamilyMart　岡山桃太郎空港/S(サテライト)店

  - レンタカーカウンター
    - トヨタレンタリース岡山
    - 日産レンタカー
    - タイムズカーレンタル（旧マツダレンタカー）
    - ニッポンレンタカー中国
    - ジャパレン
    - オリックスレンタカー

  - バス・タクシーのりば
- 2階
  - 国内線出発ロビー
    - 京急電鉄券売機
    - 東京モノレール券売機

  - 国内線搭乗待合室
    - ANAラウンジ
    - JALサクララウンジ
    - エアポートショップ OKAO
    - 無線LANスポット

  - 国際線出発ロビー
  - 手荷物預かり所
  - 入国審査場
  - 出国審査場
  - 国際線搭乗待合室
  - 岡山空港百貨店 AIRPORT SOUVENIRSHOP
  - 飲食店
    - レストランシャロン
    - サンマルクカフェ岡山空港店
    - 筑豊ラーメン山小屋岡山空港店
    - 手打ちうどん桃太郎

  - 売店
    - 天満屋 空港ショップ
    - フルーツパーラー「フルーツ OKAO」

  - 農林水産省動物免疫岡山空港センター
  - 農林水産省植物免疫岡山空港センター
  - 厚生労働省病気免疫岡山空港センター
- 3階
  - ラウンジマスカット（有料待合室）
  - 見学・送迎デッキ

### 駐車場
有料の第1駐車場（293台）、無料の第2駐車場（288台）、第3駐車場（260台）、第4駐車場（2,337台）と3,000台を優に超える車を駐車する事ができる。旅客ターミナルビルとの距離が一番遠い第4駐車場からは往復の無料連絡シャトルバスが12分おきに出ている。また、第1駐車場は送迎用に入庫1時間以内は無料となっている。

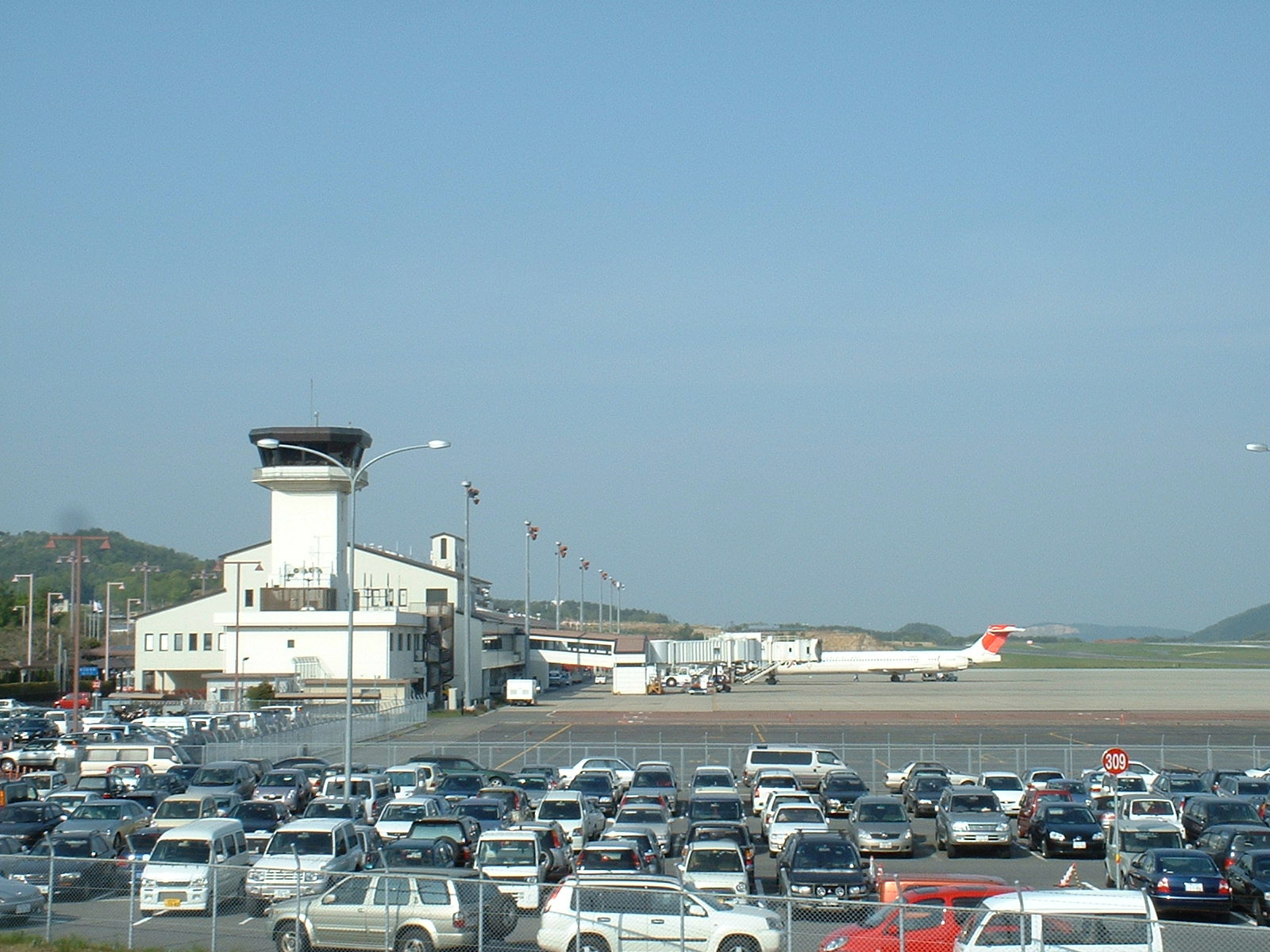
第4空港駐車場から（2006年5月4日撮影）
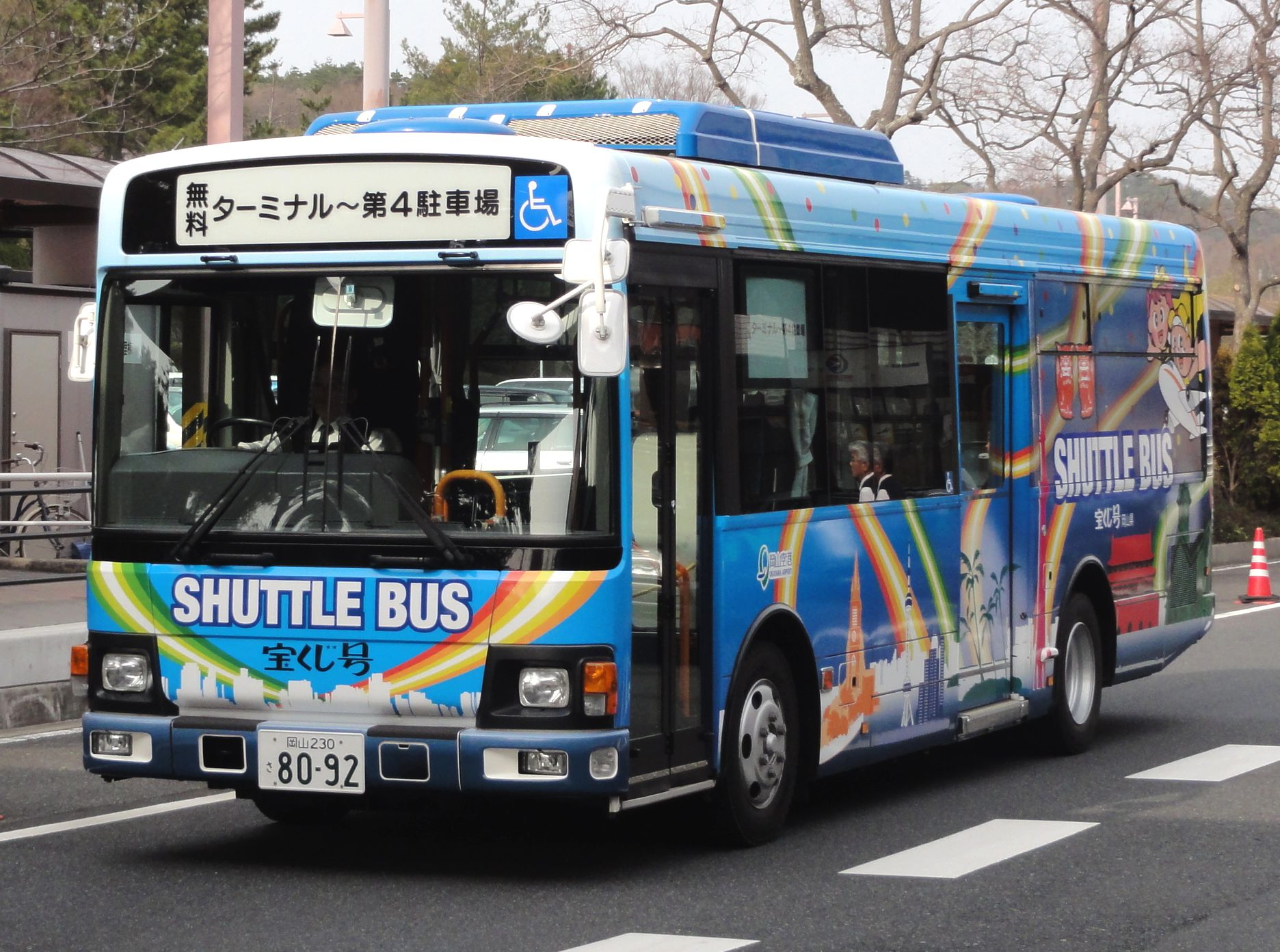
無料連絡シャトルバス（2013年3月30日撮影）

### 管制塔ビル
- 国土交通省大阪航空局岡山空港出張所
- （財）航空機安全運航支援センター岡山事務所
- 気象庁関西航空地方気象台岡山空港出張所

### ターミナルビル東側
- ガソリンスタンド（出光興産）
- 空港消防（セノン）
- 岡山県消防防災航空センター
  - 岡山県消防防災航空隊（県消防防災ヘリコプター）

### 航空貨物ターミナル
「航空貨物入口」と書かれた交差点が入口で、検問がある。広さは約3,506㎡。
- 貨物ビル入居会社
  - クロネコヤマト
  - 日通
  - 福山通運
  - 岡山通運 （近鉄エクスプレス系下請け会社）
  - 郵船航空中国

他

## 就航路線

### 国内線
| 航空会社                          | 就航地                   |
| --------------------------------- | ------------------------ |
| 日本航空（JAL）                   | 東京国際空港             |
| 日本トランスオーシャン航空（JTA） | 那覇空港                 |
| 全日本空輸（ANA）                 | 東京国際空港、新千歳空港 |

### 国際線
| 航空会社               | 就航地                                                   |
| ---------------------- | -------------------------------------------------------- |
| 大韓航空（KE）         | 韓国・仁川国際空港                                       |
| 中国東方航空（MU）     | 中国・上海浦東国際空港                                   |
| タイガーエア台湾（IT） | 台湾・台湾桃園国際空港、高雄国際空港（定期チャーター便） |

関西国際空港に比べて着陸料が安いことから、国際貨物チャーター便も時々発着する。
国際線の路線数は、県管理の第三種空港では2013年（平成25年）4月現在全国最多である。

### 運休・廃止した路線・航空会社
国内線
- 日本航空
  - 仙台空港
- 日本エアコミューター
  - 小松空港・宮崎空港・鹿児島空港

国際線
- 中国東方航空
  - 北京首都国際空港（中華人民共和国 北京）・大連周水子国際空港（中華人民共和国 大連）
- 香港エクスプレス航空
  - 香港国際空港（香港）
- 香港航空
  - 香港国際空港（香港）
- エバー航空
  - 台湾桃園国際空港（台湾 台北）
- ユナイテッド航空
  - グアム国際空港（アメリカ合衆国 グアム）

## アクセス
運行本数・所要時間・料金等の詳細は、該当項目や公式サイトを参照。

### エアポートリムジンバス
- 中鉄バス・岡山電気軌道（岡電バス）
  - 杜の街・岡山駅発着便
- 中鉄バス・下津井電鉄（下電バス）
  - 倉敷駅発着便

### 乗合タクシー
- 馬屋上・野谷地区乗合タクシー
  - 岡山市北区馬屋上・野谷地区発着便
- エスアールティー（岡山空港タクシー）
  - 赤磐市・岡山市東区瀬戸地域発着便
- 勝田交通
  - 勝田交通前発着便（津山駅、美咲町役場前、久米南町役場前経由）
  - 湯郷温泉発着便（勝央工業団地、津山駅、美咲町役場前、久米南町役場前経由）
  - 真庭市役所発着便（津山駅乗り換え、美咲町役場前、久米南町役場前経由）

### 定額ジャンボタクシー
- 旭交通・倉敷タクシー・早島タクシー・水島タクシー・港交通
  - 倉敷市（水島地域・倉敷地域）・早島町発着便
- 日の丸タクシー
  - 倉敷市（玉島地域・船穂町・真備町）・総社市発着便

### 高速道路
- 山陽自動車道
  - 岡山インターチェンジ
  - 吉備スマートインターチェンジ（ETCシステム搭載車専用）
- 岡山自動車道
  - 岡山総社インターチェンジ

鉄道の最寄り駅はJR津山線の金川駅だが、金川駅との間に路線バスは運行されていない。

## その他

### 中国地方第2の空港へ
開港した1988年（昭和63年）当時は中国地方では広島空港はもとより山口宇部空港、出雲空港よりも利用者数が少ないローカル空港に過ぎず、東京線は開港当時、小型機がわずか1日2往復就航する程度の弱小路線であった（旧岡山空港時代）が、ダブルトラック化・増便が重ねられて10往復になり、就航便数や利用者数においても広島空港に次ぐ中国地方第2の空港に発展した（→中国地方#空港）。近年では対岸の高松空港にほぼ匹敵する利用者数となっている。平成25年度は主力の東京線の利用者が101万8020人（前年度比5.1％増）と6年ぶりに100万人を回復した。空港全体の利用者数も137万5524人（前年度比3.2％増）で2年連続の増加となった。国際線はソウル便、上海便が運航され、中四国地方3位の利用者数となっている。

### 経営
岡山県が運営する岡山空港は、日本全国の地方空港のなかでは開港前の需要予測を上回った数少ない例とされてきた。しかし、国土交通省の要請により2010年（平成22年）1月24日に岡南飛行場を併せた収支を県が初めて公表し、2009年度の収支は岡山空港が1億1389万円、岡南飛行場が1億8555万円の赤字であることが明らかになった。
岡山空港の収支の内訳は、収入が6億831万円。うち航空会社からの着陸料・停留料5億5471万円、残りはターミナルビルなどへの土地建物貸付料、航空機燃料税等。支出は7億2220万円、内訳は維持運営費5億1687万円、人件費1億5044万円、固定資産税相当の交付金5438万円などとしている。両空港の関係予算は特別会計でなく一般会計に計上され、いずれも県が一般財源によって補填している。
収入増対策の一環として、当時の岡山県知事石井正弘が2010年（平成22年）10月26日の定例会見で、海外の格安航空会社（LCC）の国際線誘致を積極的に取り組む考えを表明したこともあった。その他にも、ターミナルビル正面の第1駐車場のみ2011年（平成23年）7月1日から有料化された。